# Riki López
Riki López (Palma de Mallorca, 28 de septiembre de 1968) es un cantautor cómico español.

## Biografía
Nació en Mallorca el 28 de septiembre de 1968. Estudió y terminó ciencias empresariales, y trabajó un tiempo como camarero antes de dedicarse de lleno a la música. Riki López regentó durante siete años Sa Finestra, un mítico local de música en vivo en Palma de Mallorca, y empezó a actuar en 1995 en diferentes locales de Palma.
A finales de 1998 decide instalarse en Madrid, actuando en locales como Reciclaje, El Café del Foro o El Café del Mercado. Con motivo de las fiestas del 2 de mayo de 1999, la Comunidad de Madrid organiza un ciclo de cantautores y a Riki se le brinda la oportunidad de actuar junto a dos genios del absurdo como el excantante de Los Toreros Muertos Pablo Carbonell y Pepín Tre en el Teatro del Ilustre Colegio de Médicos de Madrid. 
A raíz de esa actuación, Guillermo Fesser y Juan Luis Cano (Gomaespuma) le entrevistan una mañana de mayo de 1999 en su programa de M-80 Radio. De dicha entrevista surge un contrato discográfico y Riki se convierte en habitual colaborador del programa, lo que le catapultó a la fama. A partir de ese momento su espectáculo es requerido en otras muchas ciudades, donde consigue hacerse con un público fiel, ofreciendo más de 80 representaciones anuales.
Posteriormente, una de sus canciones: "Un hombre despechado", se convirtió en canción talismán apadrinada por la Selección de baloncesto de España de 2006, en el que se hizo con el título mundial de campeones. Esta anécdota le otorgó una gran popularidad a pesar de que el tema no estaba, aún, incluido en ningún disco. 
Durante estos años, es frecuente ver a Riki López ofrecer sus espectáculos en salas Madrid como Galileo Galilei y en teatros y casas de cultura de todo el país.

## Obra
Es un artista que se mueve muy bien en el directo, siendo ésta su principal baza para conquistar a su público. Posee una gran vis cómica que explota tanto en las canciones como en las presentaciones de las mismas. 
Algunos aspectos característicos de sus monólogos son la autocrítica, el reírse de sí mismo, su torería en el escenario y su complicidad con el público de la sala.

## Anécdotas
En uno de los conciertos que realiza Riki López en un pueblo de la Sierra de Guadarrama, tras la actuación olvidó su guitarra en el local de la actuación. Cuando al día siguiente regresó para recuperarla se encontró con la desagradable sorpresa de que esta había desaparecido. Días después se enteró de un anuncio en la zona de la actuación donde se vendía una guitarra muy parecida a la suya. Pensó que alguien la habría encontrado y al no aparecer el dueño decidió venderla por 60 000 ptas. Imaginó que al aparecer por allí el poseedor de la misma se la devolvería. Sin embargo para su desgracia lo único que pudo conseguir fue una rebaja en el "rescate" y pagar las 50 000 ptas. que finalmente hubo de entregar al paisano.

## Discografía Oficial
- República Anónima (CD) (1997)
- Con el sudor de la gente (CD) (1998)
- Rikipilatorio (CD) (2000)
- El hombre más feliz del mundo (CD) (2001)
- Dando el kante (CD) (en vivo) (2006)
- Buenrollitina (CD+DVD) (2008)
- Qué harto estoy de ser tan cool (CD) (2018)

## Libros
- Los siete pecados capitales y Los siete capitalinos (2000)